# (38308) 1999 RY102
1999 RY102 (asteroide 38308) é um asteroide da cintura principal. Possui uma excentricidade de 0.20278690 e uma inclinação de 12.94114º.
Este asteroide foi descoberto no dia 8 de setembro de 1999 por LINEAR em Socorro.